# Стойкан, Флавиус
Флавиус Владимир Стойкан (рум. Flavius Vladimir Stoican; род. 24 ноября 1976, Вынжу-Маре, Мехединци) — румынский футболист, защитник, тренер.

## Карьера
Начал заниматься футболом с 9 лет. Первым профессиональным клубом в карьере Стойкана стала «Университатя» (Крайова). Футболку этой команды Флавиус надел в 1995 году. Всего за «Университатя» (Крайова) он отыграл 7 сезонов. Вторым румынским клубом, за который играл Флавиус Стойкан, стал «Динамо» (Бухарест). «Красным волком» Стойкан был полтора сезона.